# アンギュロン
アンギュロンまたはアングロン（Angulon ）はシュナイダー・クロイツナッハの広角レンズに使われるブランドである。
以前は「逆望遠型がクルタゴン、対称型がアンギュロン」という使い分けがされていたが、最近では広角レンズはアンギュロンに統一されている。
最初の製品はアルブレヒト・ウィルヘルム・トロニエにより設計された。

## 製品一覧

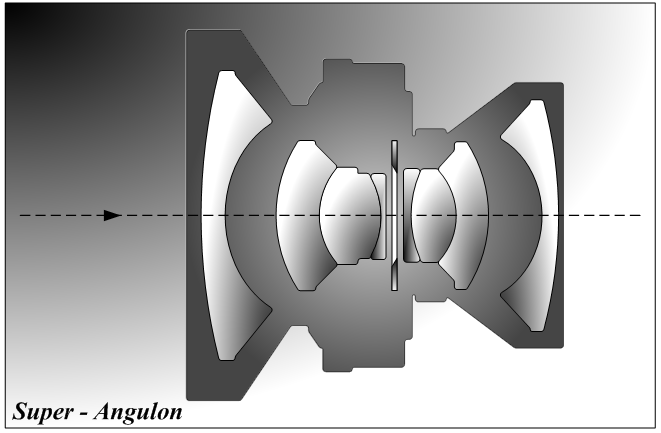
スーパーアンギュロン

### グラフレックスXLシリーズ用
- スーパーアンギュロン47mmF8 - XLSWボディに固定装着される。
- MCスーパーアンギュロン75mmF5.6

### ホースマンSW612用
駒村商会のカメラ製品一覧#ホースマンSW612シリーズ 参照のこと。

### ホースマンSW617用
駒村商会のカメラ製品一覧#ホースマンSW617シリーズ 参照のこと。

### ライカL/Mマウント
ライカマウントレンズの一覧#ライカカメラAG参照のこと。

### ライカRマウント
ライカRマウントレンズの一覧#ライカカメラAG/エルンスト・ライツ参照のこと。

### ローライ（二眼レフカメラ）用
- スーパーアンギュロン50mmF4 - ローライフレックス4.0FWに固定装着。

### ローライ6000シリーズ一眼レフカメラ用
ローライ#ローライフレックス6000シリーズ参照のこと。

### ローライSL35/2000シリーズ用
ローライ#ローライフレックスSL35/SL2000シリーズ参照のこと。

### ゼンザブロニカETRシリーズ用
ゼンザブロニカ#ゼンザブロニカETRシリーズ参照のこと。

### 各社一眼レフカメラ用
- PCスーパーアンギュロン28mmF2.8 - シフト撮影可能。逆望遠型。購入時にマウントを指定する。上述ライカRマウントの他にニコンFマウント、コンタックスRTSマウント、ミノルタSRマウント、ミノルタA/ソニーαマウント、ペンタックスKマウント、M42マウントが知られる。アタッチメントはφ67mmねじ込み。イメージサークルφ62mm（F22）。

### 大判用
アンギュロンは2群6枚、スーパーアンギュロンは4群6枚。スーパーアンギュロンXLは4群8枚。
- スーパーアンギュロン38mmF5.6XL - アタッチメントはφ72mmねじ込み。シャッター#0。
- スーパーアンギュロン47mmF5.6XL - アタッチメントはφ67mmねじ込み。イメージサークルφ166mm（F22）。シャッター#0。
- スーパーアンギュロン58mmF5.6XL - アタッチメントはφ67mmねじ込み。イメージサークルφ166mm（F22）。シャッター#0。
- スーパーアンギュロン72mmF5.6XL - アタッチメントはφ95mmねじ込み。イメージサークルφ226mm（F22）。シャッター#0。
- スーパーアンギュロン90mmF5.6XL - アタッチメントはφ95mmねじ込み。イメージサークルφ259mm（F22）。シャッター#0。
- スーパーアンギュロン47mmF5.6MC - アタッチメントはφ52mmねじ込み。イメージサークルφ123mm（F22）。シャッターコンパー#00またはコパル#0。
- スーパーアンギュロン65mmF5.6MC - アタッチメントはφ67mmねじ込み。イメージサークルφ170mm（F22）。シャッター#0。
- スーパーアンギュロン75mmF5.6MC - アタッチメントはφ67mmねじ込み。イメージサークルφ198mm（F22）。シャッター#0。
- スーパーアンギュロン90mmF5.6MC - アタッチメントはφ82mmねじ込み。イメージサークルφ235mm（F22）。シャッター#0。
- スーパーアンギュロン90mmF8MC - アタッチメントはφ67mmねじ込み。イメージサークルφ216mm（F22）。シャッター#0。
- スーパーアンギュロン120mmF8MC - アタッチメントはφ82mmねじ込み。イメージサークルφ288mm（F22）。シャッター#0。
- スーパーアンギュロン165mmF8MC - アタッチメントはφ110mmねじ込み。イメージサークルφ395mm（F22）。シャッター#3。
- スーパーアンギュロン210mmF8MC - アタッチメントはφ135mmねじ込み。イメージサークルφ500mm（F22）。シャッター#3。
- スーパーアンギュロン47mmF5.6 - 実焦点距離47.2mm。アタッチメントはφ49mmP=0.75ねじ込み。イメージサークルφ123mm（F16）[2]、φ123mm（F22）。シャッター#00。
- スーパーアンギュロン47mmF8 - シャッター#00。
- スーパーアンギュロン53mmF4 - 実焦点距離52.7mm。アタッチメントはφ67mmP=0.75ねじ込み。イメージサークルφ115mm（F16）[2]、φ115mm（F22）。シャッター#0。
- スーパーアンギュロン53mmF8
- スーパーアンギュロン65mmF5.6 - 実焦点距離65.3mm。アタッチメントはφ67mmP=0.75ねじ込み。イメージサークルφ170mm（F16）[2]、φ170mm（F22）。シャッター#0。
- スーパーアンギュロン65mmF8 - 実焦点距離65.2mm。アタッチメントはφ49mmP=0.75ねじ込み。イメージサークルφ155mm（F16）[2]、φ155mm（F22）。シャッターコンパー#00またはコパル#0。
- スーパーアンギュロン75mmF5.6 - 実焦点距離76mm。アタッチメントはφ67mmP=0.75ねじ込み。イメージサークルφ198mm（F16）[2]、φ198mm（F22）。
- スーパーアンギュロン75mmF8 - 実焦点距離76mm。アタッチメントはφ49mmP=0.75ねじ込み。イメージサークルφ181mm（F16）[2]、φ181mm（F22）。
- スーパーアンギュロン90mmF5.6 - 実焦点距離90mm。アタッチメントはφ82mmP=0.75ねじ込み。イメージサークルφ235mm（F16）[2]、φ235mm（F22）。
- スーパーアンギュロン90mmF8 - 実焦点距離90mm。アタッチメントはφ67mmP=0.75ねじ込み。イメージサークルφ216mm（F16）[2]、φ216mm（F22）。シャッター#0。
- スーパーアンギュロン121mmF8 - 実焦点距離121.6mm。アタッチメントはφ77mmP=0.75ねじ込み。イメージサークルφ290mm（F16）[2]、φ290mm（F22）。シャッター#1。
- スーパーアンギュロン165mmF8 - 実焦点距離165mm。アタッチメントはφ105mmP=1ねじ込み。イメージサークルφ394mm（F16）[2]、φ394mm（F22）。シャッター#3。
- スーパーアンギュロン210mmF8 - 実焦点距離210mm。アタッチメントはφ127mmP=1ねじ込み。イメージサークルφ500mm（F16）[2]、φ500mm（F22）。シャッター#3。
- アンギュロン65mmF6.8 - シャッター#00。
- アンギュロン90mmF6.8 - アタッチメントはφ40.5mmねじ込み。シャッター#0。
- アンギュロン120mmF6.8 - シャッター#1。
- アンギュロン165mmF6.8 - シャッター#1。
- アンギュロン210mmF6.8